# 貝龍

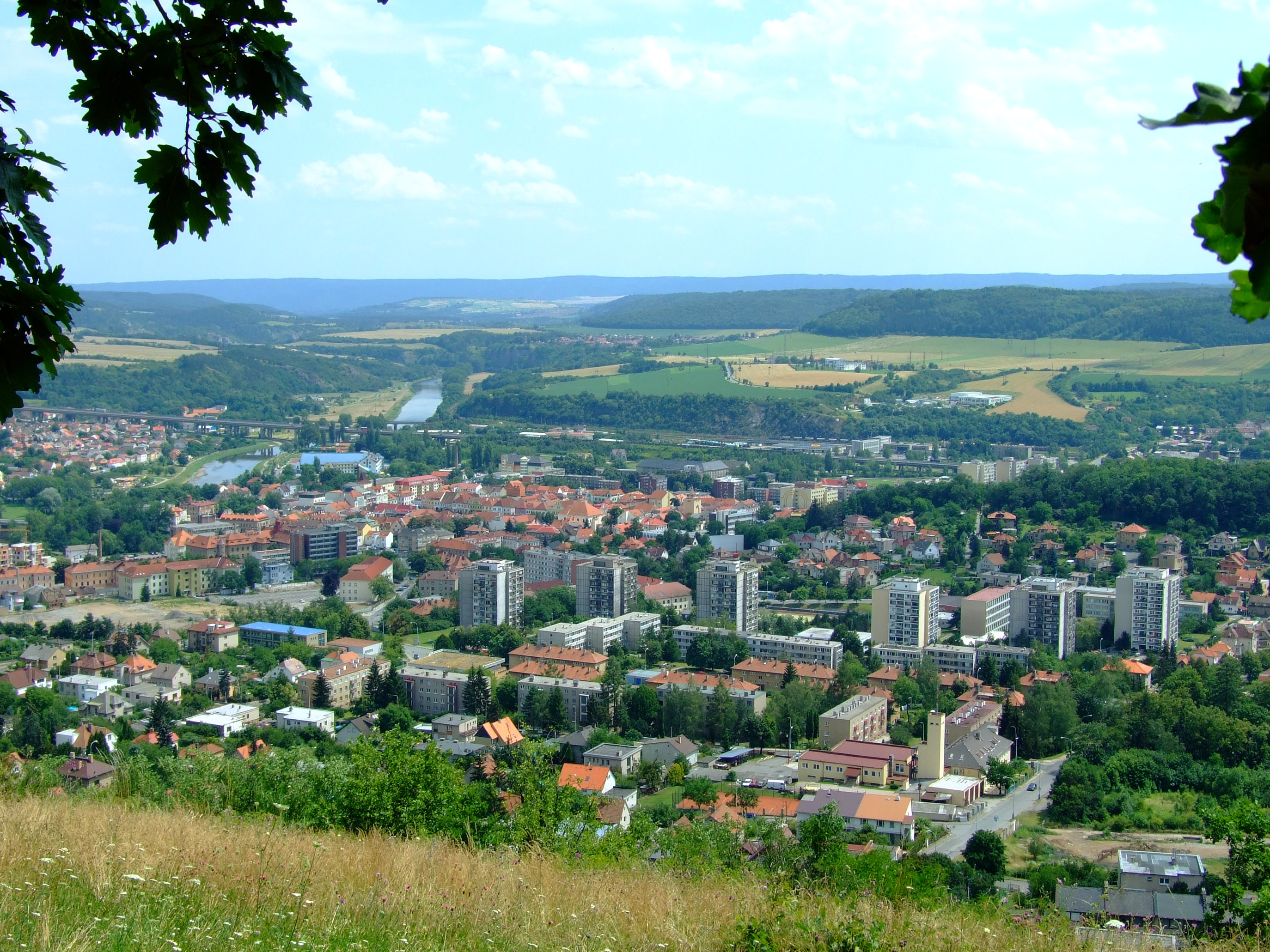

貝龍是捷克的城鎮，位於該國西部，距離首都布拉格30公里，由中波希米亞州負責管轄，面積31.31平方公里，海拔高度235米，是該地區的工業中心，2011年人口18,930。

## 外部連結
- Municipal website (in Czech) （页面存档备份，存于）